# Segura

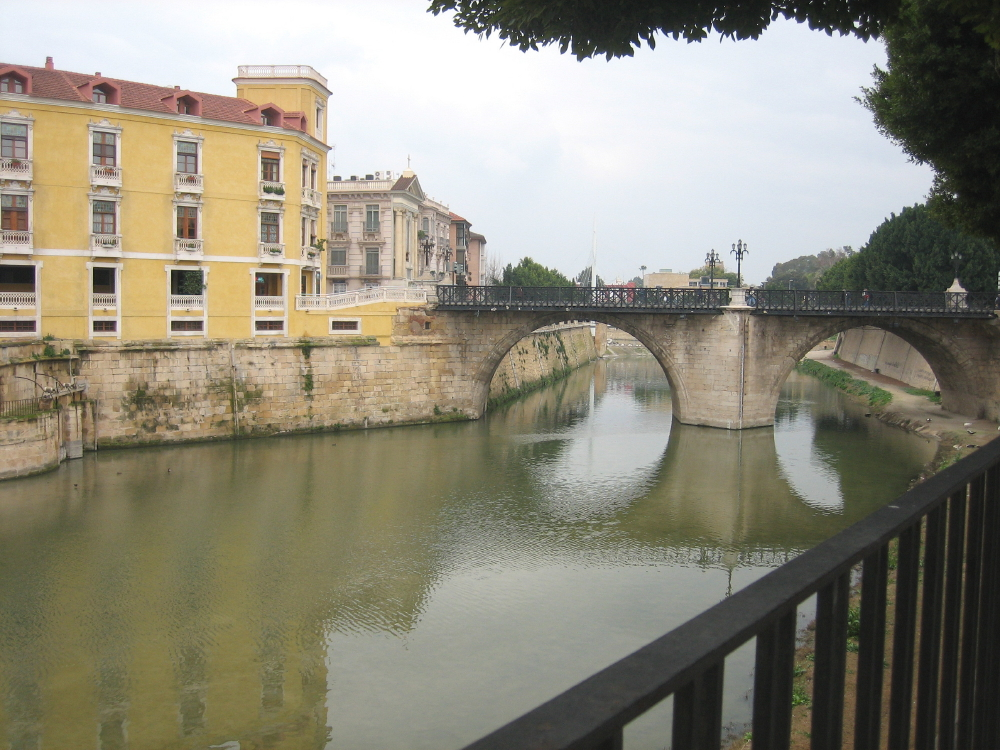
Segura

Segura (hiszp. Río Segura) – rzeka w południowo-wschodniej Hiszpanii o długości 325 km i powierzchni dorzecza 19 525 km².
Rzeka wypływa ze źródeł na wschodnim zboczu pasma Sierra de Segura w Górach Betyckich, płynie przez Góry Betyckie, w dolnym biegu przez Nizinę Murcji, a na północ od przylądka Palos uchodzi do Morza Śródziemnego.
Na rzece znajdują się liczne zbiorniki zaporowe. Segura łączy się kanałem z Tagiem (Kanał Tag-Segura).
Główne dopływy:
- lewe: Mundo;
- prawe: Mula, Guadalentín (Sangonera).

Ważniejsze miejscowości nad Segurą: Cieza, Abarán, Archena, Molina de Segura, Alcantarilla, Murcja, Beniel, Orihuela, Rojales, Guardamar del Segura.